# Толстоголовки
Толстоголо́вки (лат. Hesperiidae) — семейство бабочек, представители которого хоть и принадлежат к группе дневных бабочек (Rhopalocera), но резко отличаются от других дневных бабочек. Более 4100 видов. В ископаемом состоянии известны с раннего эоцена. Распространены в основном в тропиках, в особенности в Неотропике. Преимущественно мелких и средних размеров, размах крыльев до 7 см. Имеют толстую голову и туловище, что отражено в названии семейства. Крылья толстоголовок относительно короткие. Толстоголовка Damas immaculata обладает самым длинным хоботком среди дневных бабочек — его длина составляет 52 мм, что в 2,6 длиннее остального тела.

## Описание
Бабочки преимущественно мелких и средних размеров — размах крыльев 18—70 мм. Окраска преимущественно тёмная или охристо-жёлтая, многие тропические виды могут быть очень ярко окрашены. Голова очень широкая, её поперечный размер больше продольного. Глаза крупные, широко расставленные, голые. Между глазами имеется «хохолок» из волосовидных чешуек. Губные щупики короткие, мощные, покрыты густыми длинными чешуйками. Основание усиков с волосистой кисточкой. Усики у большинства видов с веретеновидной булавой, которая у живых особей обычно чуть согнута посередине. Часто усики с крючковидной заостренной вершиной, их длина обычно не превышает половины длины костального края переднего крыла. Вершина булавы усиков у рядов видов может быть сильно истончённой и загибаться наружу — крючковидная булава. Грудь мощная. Все ноги хорошо развитые и полноценно функционируют при хождении. Голени задних ног снабжены 1—2 парами шпор. Половой диморфизм в целом выражен слабо, часто проявляется в том, что самка крупнее самца. У многих видов самцы имеют андрокониальные поля, располагающиеся на передних крыльях.
Крылья по сравнению с мощным телом небольшие, с выпуклым внешним краем. Переднее крыло обычно узкое, удлиненное, с заостренной вершиной. Центральная ячейка на переднем крыле замкнутая, занимает около двух третей длины крыла. На заднем крыле центральная ячейка не замкнутая. Андрокониальные структуры (группы специализированных чешуек на теле бабочек, которые служат для испарения пахучего секрета гиподермальных желез у самцов, привлекающего самок) представлены в виде участков различной формы и окраски, занятых модифицированными чешуйками, располагающимися на верхней или нижней поверхности передних крыльев, у некоторых видов — в специальной складке вдоль костального края, называемой костальным заворотом. Последний представляет собой завернутую на верхнюю сторону лопасть перепонки крыла, под которой располагается кисть удлиненных андроконий. Крыловой рисунок у палеарктических видов представлен обычно белыми пятнами на темном фоне или темными пятнами на светлом фоне, у некоторых видов имеются мелкие прозрачные участки. В позе покоя крылья над спиной бабочки складывают не плотно. В полёте машут крыльями часто, а сам полёт резкий. Все 5 радиальных жилок R не ветвятся, отходят от центральной ячейки.

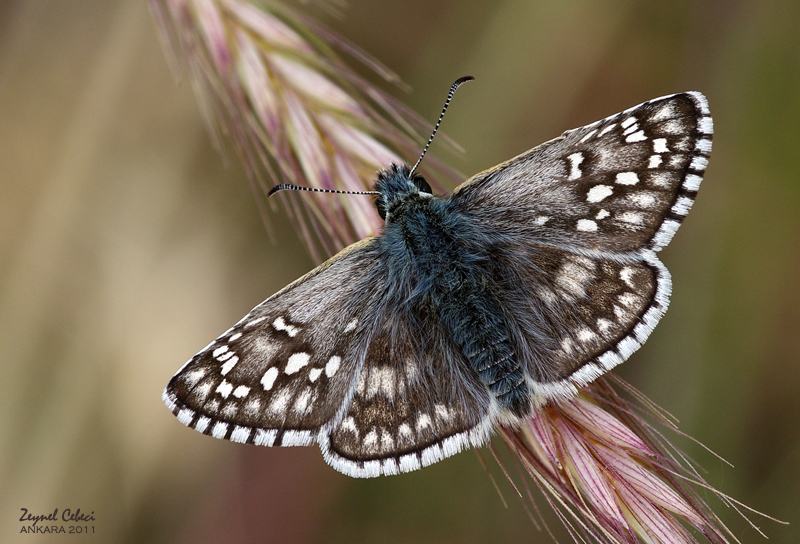
Толстоголовка сида

Строение гениталий у самцов разных видов различное. Ункус обычно имеет когтевидную форму, плавно изогнут книзу, иногда имеет раздвоенную вершину. Тегумен куполовидный, а гнатос обычно является хорошо развитым. Вальвы имеют хорошо выраженным кукуллусом. Эдеагус прямой либо изогнутый, имеет заостренную или тупую вершину. Гениталии самок характеризуются разнообразным строением вагинальной области. Бурса перепончатая, лишена сигнумов.
Яйца обычно светлоокрашенные, (круглые, полусферические или овальные, с гладкими покровами или ребристые, с мелкоячеистой структурой). Гусеницы «голые» или с мелковорсистыми покровами, веретеновидные, с широкой массивной головой, покрыты мелкими волосками. Живут в свернутых или сложенных разным образом листьях. Большинство видов трофически связаны с травянистой растительностью. Куколки продолговатые или почти цилиндрические, с гладкими покровами.

## Ареал и виды

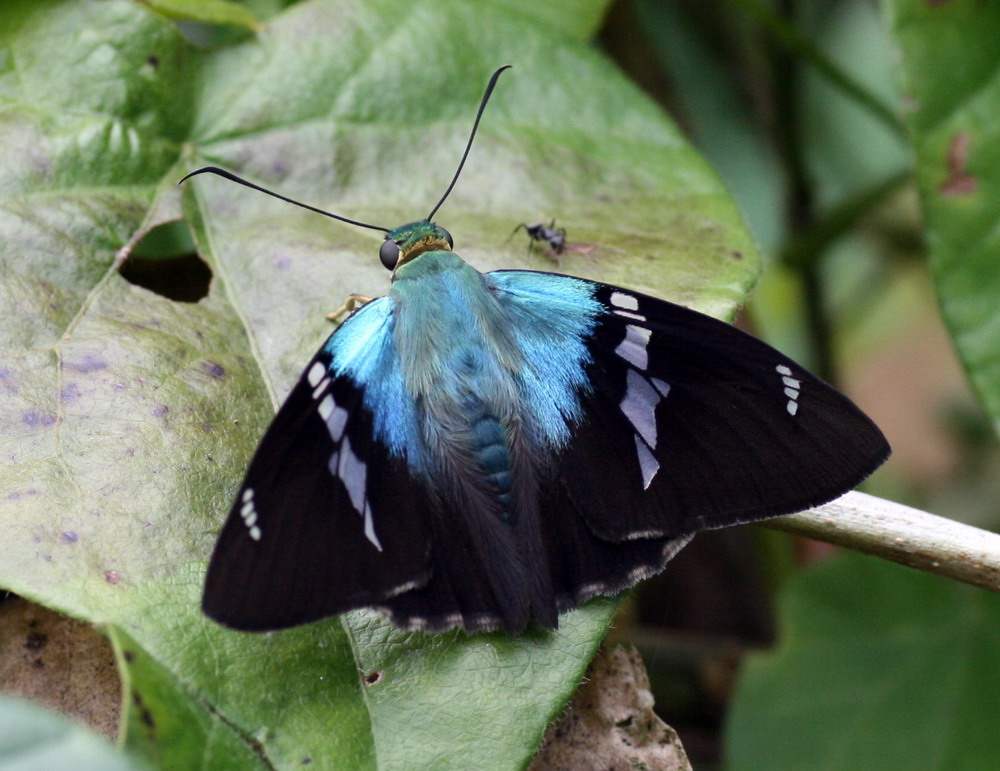
Astraptes fulgerator

Распространение всесветное, в мировой фауне известно более 4100 видов, в Палеарктике — около 200, особенно многочисленными в Америке. Большинство видов распространено в тропиках и субтропиках. Один из наиболее обыкновенных европейских видов — Толстоголовка запятая Hesperia comma. В России обычны виды: толстоголовка тагес (Erynnis tages), морфей (Heteropterus morpheus), толстоголовка лесная жёлтая (Carterocephalus silvicola), толстоголовка малая мальвовая (Pyrgus malvae).

## Классификация

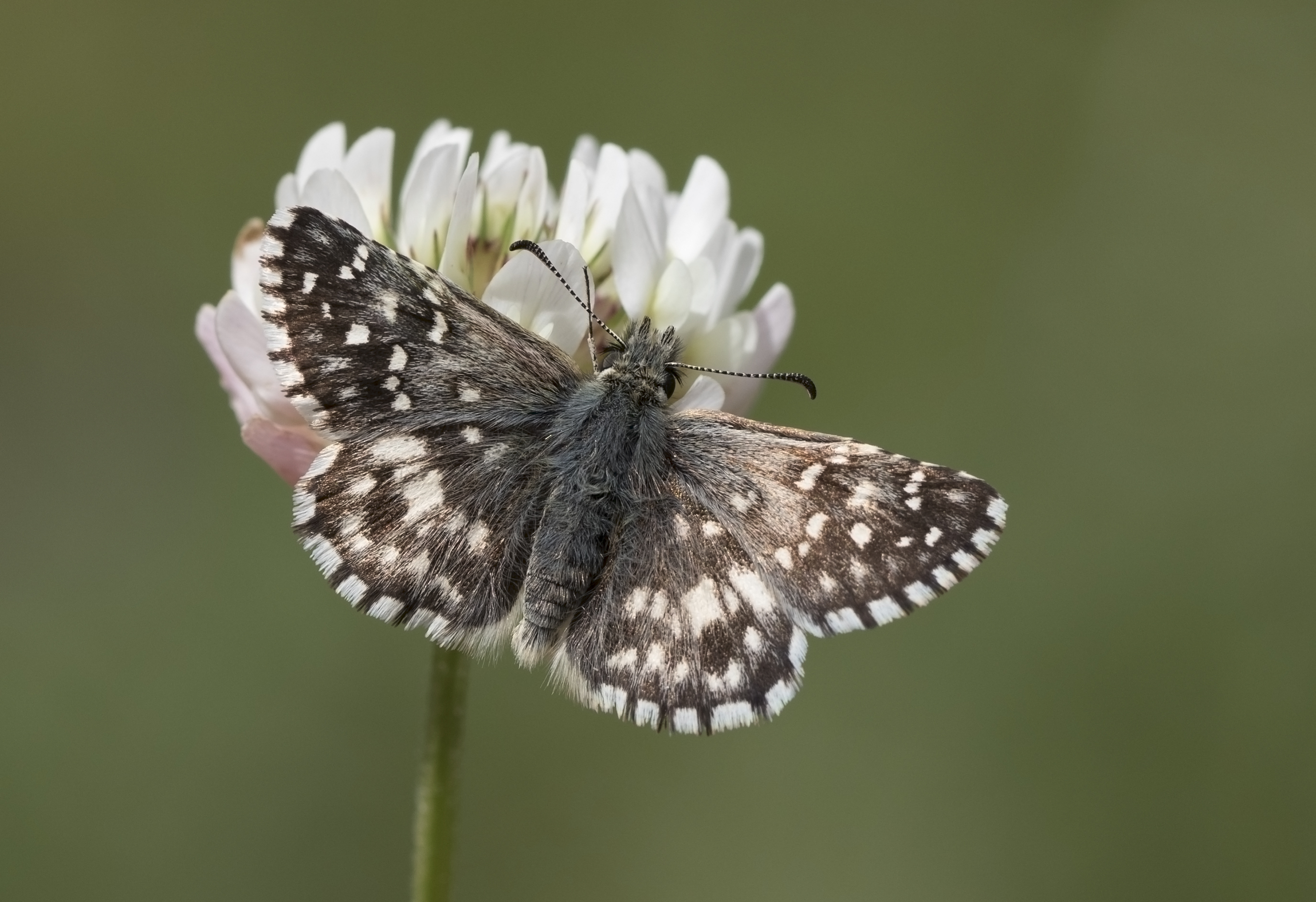
Pyrgus melotis

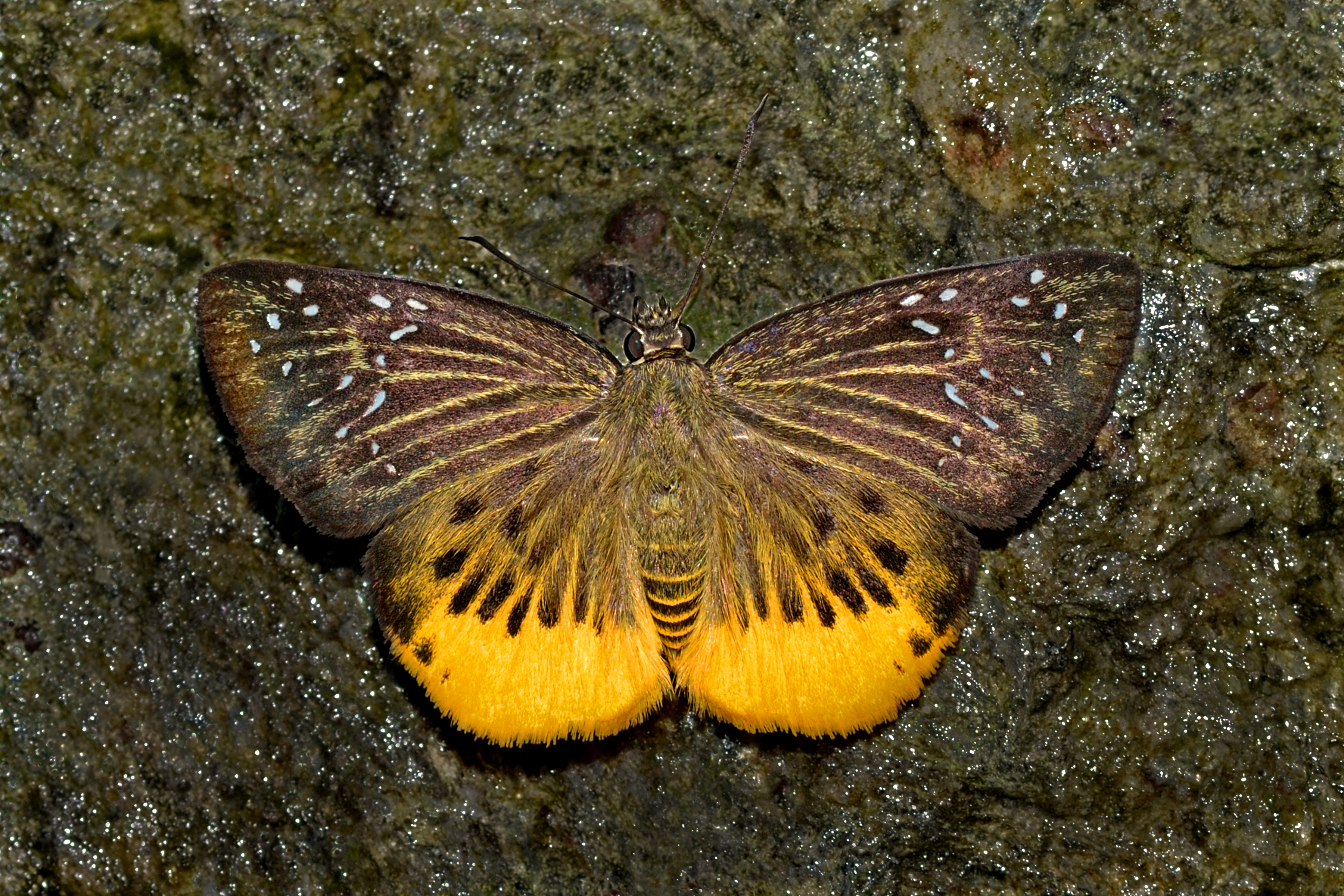
Mooreana trichoneura

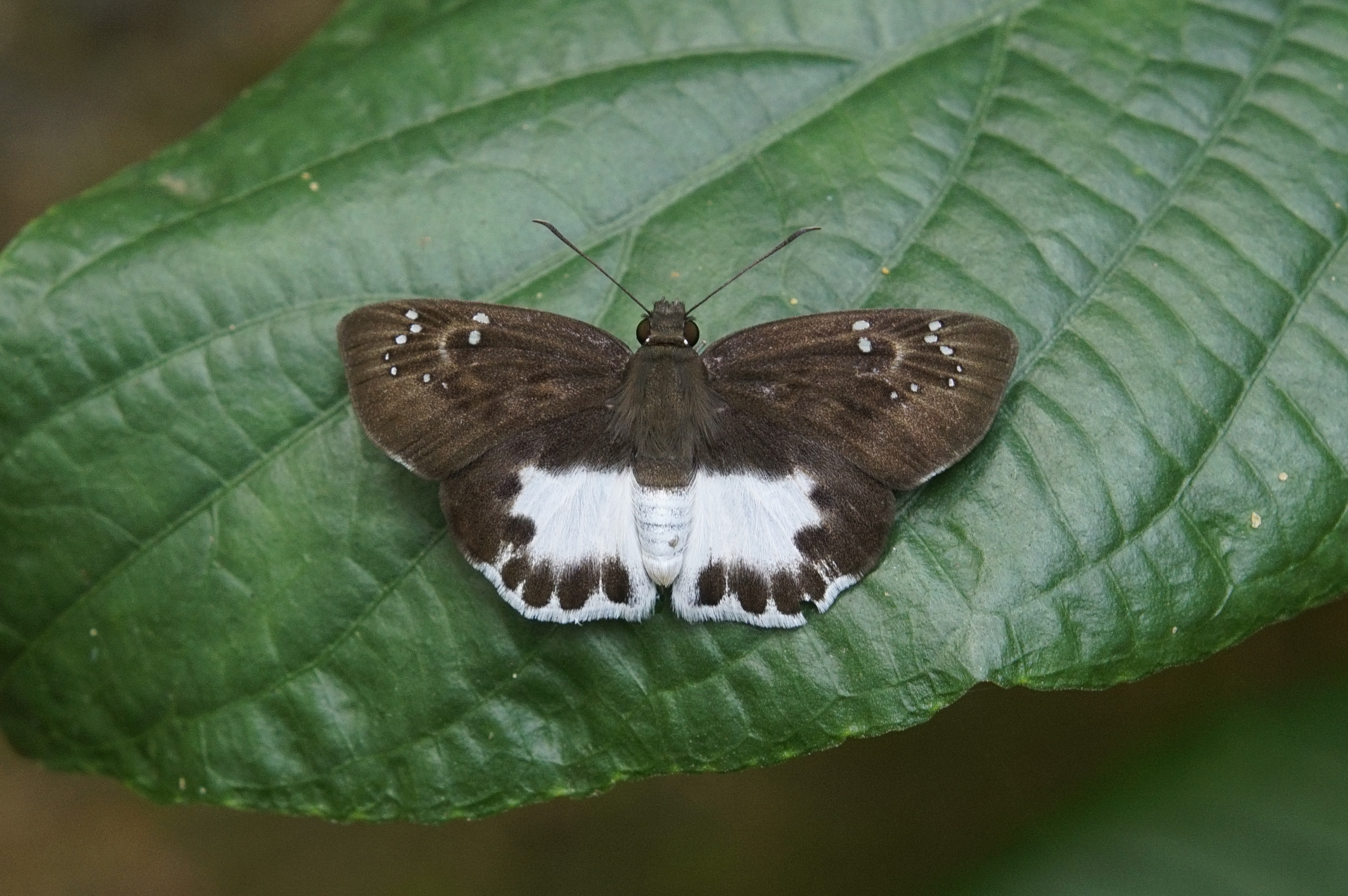
Tagiades litigiosa

Около 570 родов и около 4100 видов (на декабрь 2011 года), включая 3 ископаемых из верхнего палеоцена и раннего олигоцена. Толстоголовки согласно (Warren A., 2006; Warren A. et al., 2009) классифицируются на следующие подсемейства:
- Coeliadinae, около 75 видов
- Euschemoninae, один род
- Eudaminae, несколько десятков родов
- Pyrginae, около 1000 видов
  - Триба Pyrrhopygini
  - Триба Tagiadini
  - Триба Celaenorrhini
  - Триба Carcharodini
  - Триба Erynnini
  - Триба Achlyodini
  - Триба Pyrgini
- Trapezitinae, около 60 видов
- Heteropterinae, около 150 видов
- Hesperiinae, свыше 2000 видов
  - Триба Aeromachini
  - Триба Erionotini
  - Триба Baorini
  - Триба Taractocerini
  - Триба Thymelicini
  - Триба Calpodini
  - Триба Anthoptini
  - Триба Moncini
  - Триба Hesperiini

## Палеонтология
В ископаемом состоянии древнейший представитель семейства Protocoeliades kristenseni описан из отложений ипрского яруса эоцена (56.0—47.8 млн лет) в Дании.